# Casa-torre (Nadro)
La casa-torre di Nadro è un edificio medievale che sorge al centro dell'abitato e a partire dal quale si sviluppò il centro storico del paese.
La torre, a base quadrata, è alta circa 25 metri e misura esternamente circa 5,50 x 5,50 m ed internamente 2 x 2 m. Lo spessore dei muri varia tra 1,70 m alla base e 1,30 m al terzo piano. La muratura è costituita da conci di arenaria, graniti e pietre calcaree di dimensioni variabili.
Non si conosce la data di costruzione del fortilizio, tuttavia sembra che nel XIII secolo esistesse una torre di proprietà vescovile, acquistata e rimaneggiata nel 1423 dalla famiglia Gaioni.